# Fall from Glory
Fall from Glory is een nummer van de Nederlandse indiepopband Causes uit 2017. Het is de tweede single van hun tweede en laatste studioalbum Wake Me Up So I Can Dream.
"Fall from Glory" is een ballad die gaat over een stukgelopen relatie. Het nummer is rustiger dan eerdere nummers van Causes, maar zet de stijl van het vorige album voort. De plaat kreeg airplay op NPO Radio 2 en NPO 3FM, maar viel desondanks buiten de Nederlandse Top 40 of Tipparade.

## Tracklijst
- Muziekdownload

1. "Fall from Glory" - 3:10